# انگولو کانته

## زندگی

### شروع زندگی حرفه‌ای
کانته در محله دهم پاریس متولد شد. دوران نوجوانی را در سورزن طی کرد و در فوتبال پایه خود را به خوبی نشان داد. در لیگ دوم فرانسه با ده گل زده خود را به خوبی نشان داد. در سال ۲۰۱۰ با عقد قراردادی آماتور به تیم دوم اتحاد بلوین رفت تا در لیگ دوم فرانسه توپ بزند و بالاخره در سال ۲۰۱۲ برای اولین بار در تیم ملی فرانسه به عنوان هافبک میانی به میدان رفت.
کانته در فصل ۱۶–۲۰۱۵ لیگ برتر فوتبال انگلستان به همراه تیم لستر سیتی قهرمان این رقابت‌ها شد و در فصل بعد که به چلسی پیوست برای دومین بار پیاپی قهرمان این رقابت‌ها شد و در این فصل عنوان بهترین بازیکن فصل را نیز از آن خود کرد. او در پایان فصل ۱۸–۲۰۱۷ بازیکن سال چلسی شد.

### بولون
کانته در پاریس از پدر و مادری مالی متولد شد، کانته کار خود را در سن ۸ سالگی در JS Suresnes در حومه غربی پایتخت آغاز کرد و یک دهه در آنجا ماند. طبق گفته دستیار مدیر پیر ویل، کانته به دلیل قد و قامت کوچک و سبک‌های بازی فداکارانه اش خارج از رادار تیم‌های بزرگ باقی مانده‌است. او در این مدت از آکادمی Clairefontaine رد شد. از طریق تماس‌های رئیس Suresnes رئیس‌جمهور در سال ۲۰۱۰، او به تیم ذخیره بولون پیوست. او اولین بازی حرفه ای خود را در آخرین بازی لیگ Ligue 2 در ۱۸ مه ۲۰۱۲ انجام داد، یک شکست خانگی ۱–۲ برای تیم در حال حاضر سقوط کرده به موناکو، در ۱۱ دقیقه آخر جایگزین ویرجیل ریست شد.

### لستر سیتی
کانته توسط استیو والش، که قبلاً انتقال جیمی واردی و ریاض محرز را به تیم تسهیل کرده بود، در باشگاه لیگ برتر لستر سیتی فراخوانده شد. وی به عنوان جانشین استبان کامبیاسو شناخته شد. در ۳ اوت ۲۰۱۵، وی با عقد قراردادی چهار ساله به لستر پیوست، در ازای پرداخت هزینه نامعلوم ۸ میلیون یورو (۵٫۶ میلیون پوند). وی اولین بازی خود را پنج روز بعد با جایگزینی واردی برای هشت دقیقه پایانی برد ۴–۲ خانگی مقابل ساندرلند انجام داد. در ۷ نوامبر، او اولین گل لیگ برتر خود را در یک پیروزی ۲–۱ در خانه مقابل واتفورد به ثمر رساند.
او بخاطر نمایشهای پی در پی چشمگیرش برای لستر، ستایش و تحسین بسیاری را به دست آورد و به عنوان یک عامل مهم در شکل عالی باشگاه در حالی که آنها به قهرمانی در لیگ برتر ۲۰۱۵–۲۰۱۶ رسیدند، به‌طور مداوم تعداد زیادی تکل و رهگیری. در آوریل، وی یکی از چهار بازیکن لستر بود که در تیم سال PFA معرفی شد. در پایان فصل، کانته ۱۷۵ تکل (۳۱ مورد بیشتر از هر بازیکن دیگر) و ۱۵۷ رهگیری (۱۵ مورد بیشتر از هر بازیکن دیگر) را مدیریت کرده بود و در پایان فصل لیگ برتر ۲۰۱۵–۲۰۱۶ در رده نخست آمار دفاعی قرار گرفت.

### چلسی

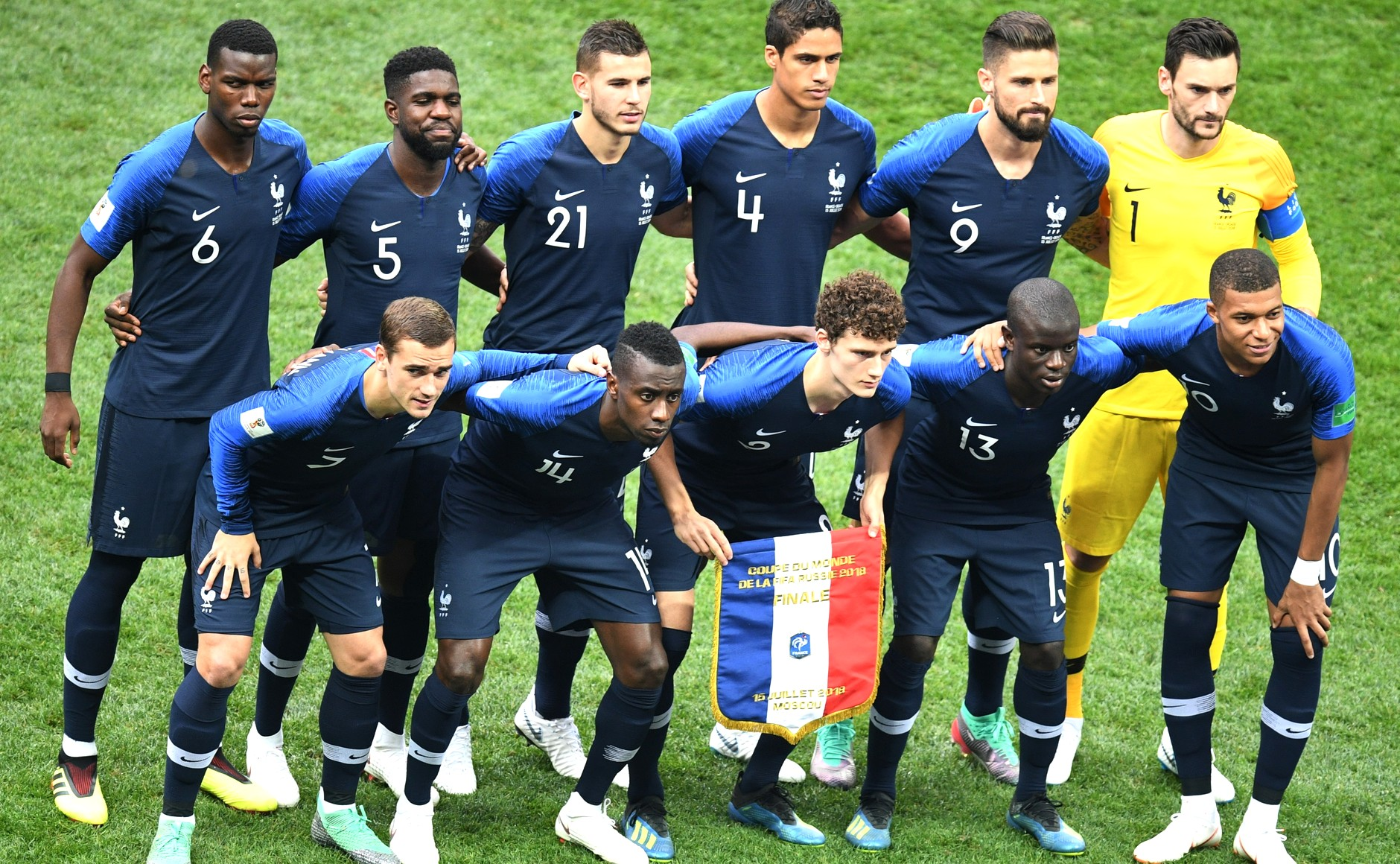
کانته با فرانسه در جام جهانی ۲۰۱۸ روسیه قهرمان شد. در تصویر بازیکنان اصلی فرانسه در فینال آن جام، کانته در ردیف پایین، نفر دوم از راست حضور دارد.

در ۱۶ ژوئیه ۲۰۱۶، کانته با هزینه گزارش شده ۳۲ میلیون پوند برای چلسی قرارداد امضا کرد. کانته پس از امضای قرارداد ۵ ساله با این باشگاه گفت: «من بسیار خوشحالم که در یکی از بزرگ‌ترین باشگاه‌های اروپا قرارداد امضا کردم. این برای من یک رؤیا است که به حقیقت پیوسته‌است.» به نقل از Football Leaks، کانته معامله ای پیشنهاد شد که بخشی از حقوق وی برای جلوگیری از مالیات به حساب خارج از کشور منتقل شود. کانته تصمیم گرفت رد این معامله را انجام دهد، وکیلش در یک ایمیل اظهار داشت: «نگولو انعطاف‌پذیر است، او فقط یک حقوق طبیعی می‌خواهد.» پیراهن شماره ۷ به کانته داده شد، از زمان خروج رامیرس در ژانویه خالی مانده‌است. . گفته می‌شود که کانته منوط به انتقال سود از آرسنال است که به دلیل هزینه‌های نمایندگی که بیش از ۱۰ میلیون پوند بود، از این کار عقب‌نشینی کرد و در عوض تصمیم به جذب گرانیت ژاکا گرفت.
در ۱۵ اوت ۲۰۱۶، کانته اولین بازی خود را در افتتاحیه فصل مقابل وستهام یونایتد انجام داد. با وجود گرفتن کارت زرد در سه دقیقه اول بازی، او با ادامه بازی درخشید تا چلسی به پیروزی ۲–۱ دست یابد. سه ماه بعد از انتقال به لندن، او برای اولین بار با تیم سابق خود، لستر سیتی روبرو شد و در پیروزی ۳–۰ مرد مسابقه بود. در ۲۳ اکتبر، او در پیروزی ۴–۰ خانگی مقابل منچستر یونایتد اولین گل خود را برای چلسی به ثمر رساند.
کانته در اکتبر ۲۰۱۷ نامزد توپ طلا شد. او در ادامه با کسب مدال برندگان جام FA، در ۹۰ دقیقه حضور در پیروزی ۱–۰ مقابل منچستر یونایتد در فینال در ۱۹ مه 2018. BBC Sport به او جایزه مرد مسابقه را اعطا کرد.
او در ۲۳ نوامبر ۲۰۱۸ قرارداد پنج ساله جدیدی را در چلسی امضا کرد و او را به پردرآمدترین بازیکن چلسی تبدیل کرد. کانته اولین گل پیروزی ۲–۱ در مرحله نیمه نهایی جام EFL چلسی در بازی برگشت در خانه تاتنهام هاتسپور را به ثمر رساند. در پایان ۹۰ دقیقه با نتیجه ۴–۲ پیروزی چلسی به تساوی کشیده شد. کانته در سیصدمین حضور خود در باشگاه، یک تساوی ۲–۲ در خانه مقابل برنلی در ۲۲ آوریل گلزنی کرد.
کانته علی‌رغم عدم آمادگی کامل، فینال لیگ اروپا در فصل ۱۹–۲۰۱۸ را آغاز کرد و با پیروزی ۴–۱ چلسی در خط میانی آرسنال سلطه یافت.
کانته در اولین بازی لیگ برتر مقابل برایتون و هوو آلبیون، با پیروزی ۳–۱ خارج از خانه در ۱۴ سپتامبر ۲۰۲۰ تحت تأثیر قرار گرفت.
او در چارچوب چلسی که در مرحله یک‌هشتم نهایی لیگ قهرمانان اروپا آتلتیکو مادرید را با نتیجه ۱–۰ شکست داد، وی ۲۰۰ امین حضور خود را در تمام مسابقات با این تیم رقم زد. کانته به دلیل عملکردش مقابل تیم‌های اسپانیایی، اتلتیکو مادرید و رئال مادرید، که در راه رسیدن به فینال لیگ قهرمانان اروپا بود، مورد ستایش قرار گرفت. وی پس از پیروزی چلسی در فینال لیگ قهرمانان یوفا ۲۰۲۱ در پورتو با شکست ۱–۰ منچسترسیتی، به عنوان قهرمان این مسابقات شناخته شد. آرسن ونگر عملکرد کانته را «باورنکردنی» توصیف کرد و مفسران استدلال کردند که عملکرد کانته در لیگ قهرمانان او را در رقابت برای دریافت جایزه توپ طلا قرار داد.

### الاتحاد عربستان
کانته در تابستان سال ۲۰۲۳ پس از پایان قرارداد با چلسی، به صورت آزاد و با قراردادی ۴ ساله به الاتحاد عربستان پیوست و با کریم بنزما هم‌تیمی شد.

## آمار

### آمار باشگاهی
بروزرسانی  تا تاریخ ۱۶  می ۲۰۲۴
| باشگاه          | فصل             | لیگ                  | لیگ  | لیگ | کاپ ملی | کاپ ملی | جام لیگ | جام لیگ | قاره | قاره | دیگر | دیگر | کل   | کل |
| باشگاه          | فصل             | سطح                  | بازی | گل  | بازی    | گل      | بازی    | گل      | بازی | گل   | بازی | گل   | بازی | گل |
| --------------- | --------------- | -------------------- | ---- | --- | ------- | ------- | ------- | ------- | ---- | ---- | ---- | ---- | ---- | -- |
| اتحاد بولوین    | ۲۰۱۱–۱۲         | لیگ ۲                | ۱    | ۰   | ۰       | ۰       | ۰       | ۰       | —    | —    | —    | —    | ۱    | ۰  |
| اتحاد بولوین    | ۲۰۱۲–۱۳         | مسابقات قهرمانی کشور | ۳۷   | ۳   | ۲       | ۱       | ۰       | ۰       | —    | —    | —    | —    | ۳۹   | ۴  |
| اتحاد بولوین    | کل              | کل                   | ۳۸   | ۳   | ۲       | ۱       | ۰       | ۰       | —    | —    | —    | —    | ۴۰   | ۴  |
| کان             | ۲۰۱۳–۱۴         | لیگ ۲                | ۳۸   | ۲   | ۴       | ۱       | ۱       | ۰       | —    | —    | —    | —    | ۴۳   | ۳  |
| کان             | ۲۰۱۴–۱۵         | لیگ ۱                | ۳۷   | ۲   | ۱       | ۱       | ۱       | ۰       | —    | —    | —    | —    | ۳۹   | ۳  |
| کان             | کل              | کل                   | ۷۵   | ۴   | ۵       | ۲       | ۲       | ۰       | —    | —    | —    | —    | ۸۲   | ۶  |
| لسترسیتی        | ۲۰۱۵–۱۶         | لیگ برتر             | ۳۷   | ۱   | ۱       | ۰       | ۲       | ۰       | —    | —    | —    | —    | ۴۰   | ۱  |
| چلسی            | ۲۰۱۶–۱۷         | لیگ برتر             | ۳۵   | ۱   | ۵       | ۱       | ۱       | ۰       | —    | —    | —    | —    | ۴۱   | ۲  |
| چلسی            | ۲۰۱۷–۱۸         | لیگ برتر             | ۳۴   | ۱   | ۵       | ۰       | ۲       | ۰       | ۶    | ۰    | ۱    | ۰    | ۴۸   | ۱  |
| چلسی            | ۲۰۱۸–۱۹         | لیگ برتر             | ۳۶   | ۴   | ۲       | ۰       | ۵       | ۱       | ۱۰   | ۰    | ۰    | ۰    | ۵۳   | ۵  |
| چلسی            | ۲۰۱۹–۲۰         | لیگ برتر             | ۲۲   | ۳   | ۱       | ۰       | ۰       | ۰       | ۴    | ۰    | ۱    | ۰    | ۲۸   | ۳  |
| چلسی            | ۲۰۲۰–۲۱         | لیگ برتر             | ۳۰   | ۰   | ۴       | ۰       | ۱       | ۰       | ۱۳   | ۰    | —    | —    | ۴۸   | ۰  |
| چلسی            | ۲۰۲۱–۲۲         | لیگ برتر             | ۲۶   | ۲   | ۳       | ۰       | ۴       | ۰       | ۶    | ۰    | ۳    | ۰    | ۴۲   | ۲  |
| چلسی            | ۲۰۲۲–۲۳         | لیگ برتر             | ۷    | ۰   | ۰       | ۰       | ۰       | ۰       | ۲    | ۰    | —    | —    | ۹    | ۰  |
| چلسی            | کل              | کل                   | ۱۹۰  | ۱۱  | ۲۰      | ۱       | ۱۳      | ۱       | ۴۱   | ۰    | ۵    | ۰    | ۲۶۹  | ۱۳ |
| الاتحاد         | ۲۰۲۳–۲۴         | لیگ فوتبال عربستان   | ۲۸   | ۲   | ۴       | ۱       | —       | —       | ۶    | ۰    | ۶    | ۱    | ۴۴   | ۴  |
| کل دوره فوتبالی | کل دوره فوتبالی | کل دوره فوتبالی      | ۳۶۸  | ۲۱  | ۳۲      | ۵       | ۱۷      | ۱       | ۴۷   | ۰    | ۱۱   | ۱    | ۴۷۵  | ۲۸ |

1. ↑  شامل جام حذفی فوتبال فرانسه, جام حذفی فوتبال انگلستان, جام پادشاهی عربستان
2. ↑  شامل جام اتحادیه باشگاه‌های فرانسه و جام اتحادیه باشگاه‌های انگلستان
3. 1 2 3 4 5  بازی در لیگ قهرمانان اروپا
4. ↑  بازی در جام خیریه انگلستان
5. ↑  بازی در لیگ اروپا
6. ↑  بازی در سوپرجام اروپا
7. ↑  یک حضور در سوپرجام یوفا، دو حضور در جام جهانی باشگاه‌ها
8. ↑  بازی در لیگ قهرمانان آسیا
9. ↑  دو حضور در جام قهرمانان باشگاه‌های عرب، دو بازی و یک گل در جام باشگاه‌های جهان، دو حضور در سوپرجام عربستان

### بازی‌های ملی
تا تاریخ ۳ ژوئن ۲۰۲۲
| فرانسه | فرانسه | فرانسه | فرانسه |
| سال    | بازی   | گل     | پاس گل |
| ------ | ------ | ------ | ------ |
| ۲۰۱۶   | ۱۳     | ۱      | ۱      |
| ۲۰۱۷   | ۷      | ۰      | ۰      |
| ۲۰۱۸   | ۱۶     | ۰      | ۰      |
| ۲۰۱۹   | ۳      | ۰      | ۰      |
| ۲۰۲۰   | ۵      | ۱      | ۰      |
| ۲۰۲۱   | ۷      | ۰      | ۰      |
| ۲۰۲۲   | ۲      | ۰      | ۰      |
| مجموع  | ۵۳     | ۲      | ۱      |

#### گل‌های ملی
تفکیک گل‌های ملی.
| شماره | تاریخ          | میزبان | بازی ملی | حریف   | نتیجه | رقابت                    |
| ----- | -------------- | ------ | -------- | ------ | ----- | ------------------------ |
| ۱     | ۲۹ مارس ۲۰۱۶   | سن-دنی | ۲        | روسیه  | ۴–۲   | دوستانه                  |
| ۲     | ۱۴ نوامبر ۲۰۲۰ | لیسبون | ۴۴       | پرتغال | ۱–۰   | لیگ ملت‌های اروپا ۲۱–۲۰۲۰ |

## افتخارات

### باشگاهی
لستر سیتی
- لیگ برتر فوتبال انگلستان: ۱۶–۲۰۱۵[۳۵][۳۶]

چلسی
- لیگ برتر فوتبال انگلستان: ۱۷–۲۰۱۶[۳۵]
- جام حذفی فوتبال انگلستان: ۲۰۱۷–۱۸;[۳۷]
- جام اتحادیه باشگاه‌های انگلستان نایب قهرمان: ۲۰۱۸–۱۹[۳۸]
- لیگ اروپا: ۱۹–۲۰۱۸[۳۹]
- لیگ قهرمانان اروپا ۲۰۲۱
- سوپر جام اروپا(۱): ۲۰۲۱
- جام باشگاه‌های جهان: ۲۰۲۲

### ملی
فرانسه
- جام جهانی فوتبال قهرمان: ۲۰۱۸[۴۰]
- جام ملت‌های اروپا نایب قهرمان: ۲۰۱۶[۴۱]

### فردی
- تیم سال پی‌اف‌ای: ۱۶–۲۰۱۵, ۲۰۱۶–۱۷
- اروپا اسپورت مدیا: ۲۰۱۵–۱۶، ۲۰۱۶–۱۷[۴۲]
- بازیکن سال لستر سیتی: ۲۰۱۵–۱۶[۴۳]
- تیم سال لکیپ: ۲۰۱۶،[نیازمند منبع] ۲۰۱۷،[۴۴] ۲۰۱۸[۴۵]
- بازیکن سال پی‌اف‌ای: ۱۷–۲۰۱۶
- بازیکن فصل لیگ برتر انگلستان: ۱۷–۲۰۱۶[۳۵]
- بازیکن سال انجمن نویسندگان فوتبال انگلستان: ۱۷–۲۰۱۶
- بازیکن سال باشگاه فوتبال چلسی: ۲۰۱۷–۱۸[۴۶]
- بازیکن سال فوتبال فرانسه: ۲۰۱۷[۴۷]
- توپ طلای اروپا: ۲۰۱۷ (رتبه هشتم),[۴۸] ۲۰۱۸ (رتبه یازدهم)[۴۹]
- تیم سال یوفا: ۲۰۱۸[۵۰]
- تیم فصل لیگ اروپا: ۱۹–۲۰۱۸[۵۱]

### نشان‌ها
- لژیون دونور: ۲۰۱۸